# Станевский, Мечислав Антонович
Мечислав Антонович Станевский (28 мая 1879 — 1 мая 1927, Варшава) — польский и российский клоун, музыкальный эксцентрик, выступавший в Советской России до 1920 года, участник знаменитого клоунского дуэта Бим-Бом второго состава совместно с Радунским.

## Биография
Начал выступать в 13 лет в балагане Домбровских (Польша). В 1890-х годах выступал под псевдонимом Гамбетта в провинциальных цирках Польши и России как ковёрный клоун. Был одарённым комиком пародистом, играл на нескольких инструментах и пел. Заменил в клоунском ансамбле Бим-Бом погибшего в 1897 году Феликса Кортези.
В клоунском дуэте «Бим-Бом» Станевскому удалось создать иной, отличный от Кортези, сценический образ, Бома, весёлого загулявшего барина. Он выходил одетый в смокинг, с огромной хризантемой в петлице, в цилиндре. Прекрасно владел приёмами комедии; исполнял юмористические и сатирические куплеты (это было новым для русского цирка). Под влиянием Станевского Бим (И. С. Радунский) также изменил свой сценический образ. Дуэт Бим-Бом пользовался огромной популярностью. Их номера многократно записывались на грампластинки, с их участием были сняты фильмы, некоторые из них были озвучены с помощью граммофонной записи. В 1901—1904 Бим-Бом гастролировали в крупнейших цирках и мюзик-холлах Европы — в Париже, Берлине, Праге, Будапеште. В 1916—1919 Станевский владел модным кафе «Бом» на Тверской (позднее в этом месте располагалось кафе «Стойло Пегаса»).

### ЧК в цирке
Видный чекист Я. Х. Петерс рассказывает такую историю. Как-то несколько сотрудников центрального аппарата ВЧК зашли на выступление в цирк. Во время одной из реприз один из клоунов из дуэта Бим-Бом «…стал пробирать Советскую власть». Чекисты решили его арестовать прямо на цирковой арене. Подойдя к нему, сотрудники ЧК объявили клоуна арестованным. Публика вначале решила, что всё происходящее лишь продолжение представления. Сам же артист «…в недоумении открыл рот, но, видя в чём дело… бросился бежать». В ответ чекисты открыли стрельбу из револьверов, в цирке началась паника.

### Бим-Бом в Польше
В 1920 Станевский уехал в Польшу и вначале выступал сольно в цирке Станислава Мрочковского в Варшаве. Около 1922 года к нему вновь присоединился Иван Радунский и дуэт был реанимирован. Артисты продолжили сотрудничество с «Сирена Рекорд» и сделали ряд записей нового репертуара для студии. Позднее Станевский содержал цирк вместе с братом Брониславом (1889—1956) и одновременно выступал с сыном Эугениушем (скончался в 1941) с номерами музыкально-эксцентрической клоунады под тем же самым псевдонимом Бим-Бом.
Похоронен в Варшаве на кладбище Старые Повонзки (Powązki Stare).